# غاريت ريفاس
غاريت ريفاس (بالإنجليزية: Garrett Rivas)‏ هو لاعب كرة قدم أمريكية أمريكي، ولد في 1 يونيو 1985.